# За два дня до послезавтра
За два дня до послезавтра (англ. Two Days Before the Day After Tomorrow) — 8 эпизод 9 сезона (№ 133) сериала «Южный парк», его премьера состоялась 19 октября 2005 года. Название и сюжет эпизода пародируют фильм «Послезавтра»; кроме того, он отсылает к событиям, связанным с ураганом 2005 года «Катрина».

## Сюжет
Стэн и Картман играют на лодочной станции. Внезапно у них появляется идея покататься на катере. Однако Стэн не справляется с управлением и врезается в бобровую плотину, тем самым разрушив её. Вода из плотины затопляет городок Бивертон. Учёные считают, что это произошло из-за глобального потепления, и заявляют, что оно накроет Колорадо через два дня; после повторных экспертиз выясняется, что это случится «за два дня до послезавтра». Стэн чувствует свою вину и собирается рассказать всё Кайлу. В Южном парке начинается паника и все жители баррикадируются в одном из зданий, чтобы защититься от «глобального потепления». Стэн рассказывает Кайлу правду, и они решают спасти жителей Бивертона, угнав катер. Впрочем, они повторяют предыдущую ошибку и врезаются в нефтехранилище (нефть загорается, а ребята оказываются внутри здания, которое постепенно затапливается). Стэн звонит родителям, чтобы те смогли его спасти. Рэнди, Стивен и Джеральд собираются на поиски детей, очень тепло одевшись (всё ещё думая, что начался ледниковый период). Тем временем уровень воды начинает подниматься, и ребята пробираются к крыше. Уже там Эрик, угрожая пистолетом, требует у Кайла золото, которое «все евреи носят в мешочках на шее»; несмотря на то что Кайл это отрицает, у него действительно оказывается такой мешочек. Но Картман не получает золота, потому что Кайл кидает его в воду. В Бивертон прибывают военные и спасают жителей города вместе с ребятами. Жители Южного Парка выходят на улицу и видят, что «глобальное потепление» закончилось. Военные заявляют, что во всём виноваты люди-крабы. Стэн признаётся, что это он виноват, но все не правильно понимают его слова, и каждый житель городка берёт вину на себя.

## Пародии
- Этот эпизод пародирует реакцию на ураган Катрина, в частности, различные объяснения специалистов повышения уровня воды, связанные с ураганом и его последствиями[1]. Кроме того, эпизод пародирует неуместный гнев и нежелание вести переговоры между всеми участниками работ по ликвидации последствий урагана, искаженное освещение в СМИ событий, которые произошли вследствие урагана, и эвакуацию людей в Хьюстон во время урагана Рита[3]. Например, когда люди приходят к выводу, что Джордж Буш стал причиной разрушения бобровой плотины, кто-то говорит: «Джордж Буш не заботился о бобрах!». Это пародирует цитату Канье Уэста, «Джордж Буш не заботится о чёрных людях»[4][5]. Кроме того, во время эвакуации были спасены только белые люди, в то время как чёрных можно увидеть остающихся в затруднительном положении. Это является отсылкой к обвинениям в расизме во время спасательных работ и освещения в СМИ в период кризиса после урагана Катрина[6][7].

- «За два дня до послезавтра» также пародирует фильм «Послезавтра» и общие представления о глобальном потеплении. Например, Стэн звонит своему отцу по телефону в то время, когда поднимается уровень воды. Это является отсылкой на подобные сцены в «Послезавтра», где Сэм связывается со своим отцом, пытаясь пережить смертельный холод[3]. Финальная сцена, где жители говорят «Я сломал плотину», является ссылкой на фильм «Спартак», где в ответ на требование выдать Спартака каждый пленный раб отвечает «Я — Спартак!»[1].